# Коноплянівка (станція)
Конопля́нівка — вузлова вантажно-пасажирська залізнична станція Луганської дирекції Донецької залізниці на лінії Луганськ — Лутугине.
Розташована у селищі міського типу Георгіївка, Лутугинський район, Луганської області за 19 км на південь від Луганська між станціями Борисівка (8 км), Лутугине (3 км) та Глафірівка (10 км).
Через військову агресію Росії на сході України транспортне сполучення припинене.